# ORP Wicher
ORP Wicher (Nederlands: harde wind) was een Poolse torpedobootjager van de naar dit schip vernoemde Wicherklasse. Het schip is gebouwd door de Franse scheepswerf Chantiers navals français uit Caen. Het schip was tijdens de Duitse inval in Polen in 1939 geen onderdeel van Plan Peking en week dus niet uit naar het Verenigd Koninkrijk. In plaats daarvan was het schip verantwoordelijk om de Poolse mijnenlegger Gryf te beschermen. De Wicher werd samen met de Gryf, op 3 september 1939, door de Duitse torpedobootjagers Leberecht Maaß en Wolfgang Zenker aangevallen en beschadigd. Later die dag vielen Duitse Stuka bommenwerpers de haven van Hel aan waar de schepen lagen en beide schepen zonken.